# Aphyosemion erythron
Aphyosemion erythron är en fiskart som först beskrevs av Sonnenberg 2008.  Aphyosemion erythron ingår i släktet Aphyosemion och familjen Nothobranchiidae. Inga underarter finns listade i Catalogue of Life.